# Roman Metz
Roman Metz ist ein ehemaliger deutscher Fußballspieler, der für den FC Bayern München aktiv war.

## Karriere
Metz gehörte von 1947 bis 1956 dem FC Bayern München an, für den er sieben Spielzeiten in der Oberliga Süd, in der seinerzeit höchsten deutschen Spielklasse 142 Punktspiele bestritt und eine in der 2. Oberliga Süd, in der der FC Bayern München – aufgrund des schlechten Abschneidens in der Saison 1954/55 – abgestiegen war.
In seiner Premierensaison bestritt er sechs Punktspiele und erzielte ein Tor. Sein Debüt gab er am 25. April 1948 (33. Spieltag) bei der 1:3-Niederlage im Auswärtsspiel gegen den VfR Mannheim; sein erstes Tor gelang ihm in seinem vierten Punktspiel am 23. Mai 1948 (37. Spieltag) beim 2:0-Sieg im Auswärtsspiel gegen den VfB Stuttgart mit dem Treffer zum 1:0 in der 78. Minute.
In der Folgesaison bestritt er alle 30 Saisonspiele und war mit 10 Saisontoren erfolgreich. In der Saison 1949/50 erzielte er sechs Tore in 26 Punktspielen. In der Saison 1950/51 blieb er in fünf Punktspielen erstmals ohne Torerfolg. Nachdem er in der Saison 1951/52 15 Punktspiele (3 Tore) bestritten hatte, waren es in der Folgesaison – nunmehr als Mittelfeldspieler eingesetzt – 30 von 30 Punktspielen (3 Tore). 1953/54 wurde er 26 Mal eingesetzt und erzielte ein Tor. In seiner letzten Oberligasaison kam er lediglich viermal, und in seiner einzigen Zweitligasaison lediglich sechsmal zum Einsatz.